# Madison megye (Alabama)
Madison megye az Amerikai Egyesült Államokban, azon belül Alabama államban található. A Tennessee-völgy szívében található Madison megye adott otthont az állam első alkotmányos kongresszusának 1819-ben, miután Alabama megkapta az államiságot, és itt élt Clement Comer Clay, Alabama egyik legkiemelkedőbb korai államférfija. A kormányzói tisztség mellett (1836-1837) segített Alabama első alkotmányának megszövegezésében, volt Alabama Legfelsőbb Bíróságának első főbírója, és három cikluson keresztül képviselte a megyét az Egyesült Államok Képviselőházában, valamint az államot az Egyesült Államok Szenátusában 1837 és 1841 között. Ma a megye a védelmi- és az űripar központja, itt található a Nemzeti Repülési és Űrkutatási Hivatal (NASA) részlege, valamint az Egyesült Államok Hadseregének Repülési és Rakéta Parancsnoksága; mindkettő kulcsfontosságú eleme az ország védelmi és űrkutatási erőfeszítéseinek. A megye vezető testülete 1821 óta létezik, és jelenleg egy héttagú választott bizottságból áll. Megyeszékhelye és legnagyobb városa Huntsville. Lakosainak száma 388 153 fő (2020. április 1.). Madison megye Lincoln, Morgan, Jackson, Limestone, Marshall és Franklin megyékkel határos.

## Története
A Mississippi Terület kormányzója, Robert Williams 1808. december 13-án végrehajtó rendelettel létrehozta Madison megyét. A megyét James Madison elnökröl nevezték el, aki akkoriban külügyminiszterként dolgozott Thomas Jefferson mellett. A ma Madison megyét magában foglaló területet a csikaszó és cseroki indiánok birtokolták, mielőtt a földet átadták az Egyesült Államok kormányának, majd az amerikai telepeseknek. Az első nem indián telepesek 1802 és 1804 között érkeztek a Tennessee folyó melletti Ditto's Landingbe és a mai New Market területére. A közterületek első eladására 1809. augusztus 9-én került sor. LeRoy Pope georgiai ültetvényes földterületet vásárolt a Big Spring környékén, és 1810. július 5-én sikerült megyeszékhellyé választania. A város rövid ideig Twickenham néven volt ismert, Pope őseinek angol hazája után, köztük volt Alexander Pope angol költő is. Ez a név népszerűtlennek bizonyult, és 1811. november 25-én a területi törvényhozás Huntsville-re változtatta a nevet John Hunt, a Big Spring eredeti telepesének tiszteletére.
1810 és 1819 között Madison megye lakossága és mérete is gyorsan nőtt a további közterület-eladásokkal, és Huntsville gyorsan kereskedelmi központtá vált egy gazdag gyapotalapú mezőgazdasági régió szívében. Alabama 1819 nyarán és őszén a területről államra váltáskor Huntsville-t ideiglenes fővárosává nevezték ki. Alabama első alkotmányos kongresszusa 1819. július 5-én Huntsville-ben, a törvényhozó testület első ülésszaka pedig 1819. november 9-én ült össze. Bár az állam törvényhozása a fővárost Cahabába helyezte át Alabama állammá válása után, Huntsville továbbra is virágzott, és a Tennessee-völgyben  gyapot kereskedelmi központként működött.Az 1840- es és 1850-es években.
Huntsville fontos kereskedelmi és kulturális központ maradt egészen az északi hadsereg által 1862. április 11-i elfoglalásáig. Az első megszállás csak néhány hónapig tartott, de a várost 1863. július 4-én visszafoglalták, és a háború végéig konföderációs megszállás alatt maradt. Madison megye és Huntsville súlyosan megszenvedte a háború hatásait, de lassú fellendülésnek indult, miután a háború utáni időszakban a megye gazdag termőföldjei újra megművelték.
2011. április 27-én hatalmas vihar sújtotta az Egyesült Államok délkeleti részét, amely számos erős tornádót okozott. Több mint 250 embert öltek meg Alabamában, köztük kilenc embert a Madison megyei Harvest (7) és Toney (2) közösségekben.

## Népesség
A 2020-as népszámlálási becslések szerint Madison megye lakossága 388 153 volt. A válaszadók 68,8 százaléka fehérnek, 24,8 százaléka afro-amerikainak, 5,5 százaléka spanyolajkúnak, 2,9 százaléka két vagy több rasszúnak, 2,7 százaléka ázsiainak, 0,8 százaléka indiánnak, 0,1 százaléka pedig hawaiinak vagy csendes-óceáni szigetlakónak vallotta magát. A megyeszékhely, Huntsville Madison megye messze legnagyobb városa, becsült lakossága 215 006. További jelentős népesedési központok Moores Mill, Meridianville, Hazel Green, Harvest, New Hope , Owens Cross Roads , Gurley és Triana . A háztartások mediánjövedelme 66 887 dollár volt, ami jóval meghaladja az állam 52 035 dolláros mediánjövedelmét, az egy főre jutó medián jövedelem pedig 38 192 dollár volt, szemben az állam egészének 28 934 dollárjával.
A megye népességének változása:
| Lakosok száma | 336 204 | 339 681 | 342 762 | 346 892 | 353 089 | 388 153 |
|               | 2010    | 2011    | 2012    | 2013    | 2015    | 2020    |

## Gazdaság
Madison megye gyapot alapú gazdasága a polgárháború után átadta helyét a megnövekedett iparosodásnak, amely magában foglalta a textil- és faüzemek fejlesztését. A mezőgazdaság továbbra is fontos maradt, faiskolák, gyümölcsösök és vízitorma-farmok pedig virágzó kiegészítést nyújtottak a megye gyapottermeléséhez. Madison megye gazdasága növekedett és virágzott 1900 és a nagy gazdasági világválság kezdete között. A válság okozta gazdasági nehézségekkel együtt a Madison megyei ipart megzavarta a textiliparban bekövetkezett sztrájkok sorozata. A Tennessee Valley Authority (TVA) 1933-as létrehozása azonban nagyban hozzájárult a megye fellendüléséhez. A TVA megerősítette az árvízvédelmet, javította a folyami közlekedést és a vízerőműveket épített.
A második világháború drámai módon megváltoztatta a megye gazdaságának irányát. 1941-ben a szövetségi kormány megkezdte a Huntsville Arsenal vegyi hadviselési üzem és a Redstone Arsenal, egy tüzérségi lövedékeket gyártó üzem építését a Tennessee folyótól északra fekvő 40 000 hektáros egykori gyapotterületen és mocsarakban. 1949-ben ezt a két létesítményt egyesítették, és létrehozták az Egyesült Államok hadseregének új hadvezérelt rakétaközpontját. A következő évben több mint 100 német tudóst helyeztek át ebbe a központba a rakétatechnika úttörője, Wernher von Braun vezetésével , hogy folytassák a rakéták és irányított rakéták kutatását és fejlesztését a hadsereg számára. A NASA Marshall Űrrepülési Központjának 1960. július 1-jei megnyitása Huntsville-t és a von Braun csapatot a szövetségi kormány azon kötelezettségvállalásának élére helyezte, hogy embert küldjenek a Holdra.

## Foglalkoztatás
A 2020-as népszámlálási becslések szerint Madison megyében a munkaerő a következő ipari kategóriák között oszlik meg:
- Oktatási szolgáltatások, valamint egészségügyi és szociális segélyek (20,5 százalék)
- Szakmai, tudományos, gazdálkodási, valamint adminisztratív és hulladékgazdálkodási szolgáltatások (19,0 százalék)
- Feldolgozóipar (11,8 százalék)
- Kiskereskedelem (10,9 százalék)
- Közigazgatás (9,1 százalék)
- Művészetek, szórakoztatás, rekreáció, valamint szállás- és étkezési szolgáltatások (8,1 százalék)
- Építőipar (5,3 százalék)
- Szállítás és raktározás, valamint közművek (3,9 százalék)
- Pénzügy és biztosítás, valamint ingatlan, bérbeadás és lízing (3,7 százalék)
- Egyéb szolgáltatások, kivéve a közigazgatást (3,5 százalék)
- Információ (2,1 százalék)
- Nagykereskedelem (1,6 százalék)
- Mezőgazdaság, erdőgazdálkodás , halászat és vadászat , valamint kitermelő (0,5 százalék)

A megye jelenlegi vezető munkáltatói közé tartozik az amerikai hadsereg/Redstone Arsenal, a Huntsville Hospital System, a Sanmina-SCI , a Huntsville City Schools, a Daimler-Chrysler Corporation, a CINRAM, a NASA/Marshall Space Flight Center, a Boeing , a City of Huntsville és a Madison County Schools. A szakmai és vezetői állások jelenleg Madison megye munkaerő nagy részét teszik ki. Sok ilyen állás az Egyesült Államok második legnagyobb kutató- és technológiai parkjában, a Cummings Research Parkban található cégeknél. Ez a csúcstechnológiás központ több mint 25 000 alkalmazottat foglalkoztat, és a Fortune 500-as cégek, helyi és nemzetközi csúcstechnológiai vállalatok, valamint az Egyesült Államok űr- és védelmi ügynökségei keverékét tartalmazza.

## Oktatás
A Madison County Schools 27 általános és középiskolát felügyel. Ezenkívül a Huntsville City Schools 42 általános és középiskolát, a Madison City Schools pedig 10 általános és középiskolát felügyel. Számos magánakadémia is működik. A megye két fő felsőoktatási intézménye az 1875-ben alapított Alabama A&M University , amely egy történelmileg feketéknek  támogatást nyújtó egyetem , jelenleg 6182 hallgatóval, valamint az Alabamai Egyetem Huntsville-ben (UAH), amelyet 1950-ben az Alabamai Egyetem rendszerének részeként alapítottak, és jelenleg 710 hallgatót vesznek fel.

## Földrajz
A 806 négyzetmérföldet felölelő Madison megye a Tennessee-völgy szívében található, és többnyire az Appalache-felföld régió Highland Rim fiziológiai szakaszán belül található. A megye keleti része a Cumberland-fennsík fiziográfiai szakaszával határos. A Tennessee folyó határát képezi délen Morgan és Marshall megyékkel. Északon a Tennessee állambeli Lincoln megye, nyugaton Limestone megye, keleten Jackson megye határolja.
A Tennessee folyó a megye legnagyobb vízi útja . Az 1984-ben elkészült Tennessee-Tombigbee vízi út megnyitotta a folyami utazást Mobile kikötőjébe Madison megyéből. A Tennessee folyó mellékfolyói közé tartozik a Flint folyó, amely Tennessee-i forrásától kezdve halad keresztül a megyén, és a Paint Rock folyó, amely alsó folyásánál a Madison és Marshall megye közötti határ egy részét alkotja. A Paint Rock River a vízi élőlények rendkívül változatos skáláját támogatja, beleértve mintegy száz halfajt és körülbelül 45 különböző kagylófajt.
Az Interstate 565 összeköti Madison megyét az I-65-tel, amely az állam legnagyobb észak-déli közlekedési útvonala. További jelentős autópályák közé tartozik a 72-es, 231-es és 431-es US Highway, valamint az 53-as és 255-ös állami út. A legtöbb nagy légitársaság által kiszolgált Huntsville nemzetközi repülőtér a megye fő közlekedési csomópontja. A Meridianville-ben található Madison County Executive Repülőtér általános célú magánrepülést szolgál ki a megye északi részén.

## Események és látnivalók
A Tennessee folyó számos szabadidős tevékenységet kínál, mint például piknik, csónakázás, horgászat, úszás, kempingezés, túrázás, természettanulás, fotózás és vadászat. A festői Flint folyó a kenusok kedvenc helye is. A Monte Sano State Park 14 kabinnal és 89 kempinggel lenyűgöző kilátást nyújt a Monte Sano-hegy tetejéről, Huntsville belvárosától keletre. A Hampton Cove golfpálya az alabamai Robert Trent Jones golfpálya északi végállomása. Huntsville ad otthont a Huntsville Starsnak is, amely a Milwaukee Brewers baseballcsapat kisligás leányvállalata.
A Huntsville-ben található US Space and Rocket Center a világ legnagyobb űrattrakciója, több tucat interaktív kiállítással, amelyek az Apollo, Mercury és Space Shuttle űrrepülőgépekre összpontosítanak, és itt található az amerikai űrtábor is. A Huntsville-i EarlyWorks Múzeumcsalád három látnivalót kínál a látogatóknak: Alabama Constitution Hall Historic Park and Museum, egy élő-történeti park, amely Alabama és az Egyesült Államok alapítására összpontosít; a Huntsville-i raktár és múzeum, amely Huntsville történelmét mutatja be, különös tekintettel a vasútra; és az EarlyWorks Children's Museum , egy gyakorlati történelmi múzeum, amely kifejezetten a kisgyermekeket célozza meg. További látnivalók közé tartozik a Weeden Ház Múzeum ( Maria Howard Weeden művésznek szentelve ), a Huntsville-i Művészeti Múzeum, a Huntsville-i Botanikus Kert, az Észak-Alabamai Vasúti Múzeum, a Twickenham Historic District, a Buffalo Soldiers Memorial és a US Veterans Memorial Museum.